# Elaphristis aneliopa
Elaphristis aneliopa är en fjärilsart som beskrevs av Bethune-Baker 1908. Elaphristis aneliopa ingår i släktet Elaphristis och familjen nattflyn. Inga underarter finns listade i Catalogue of Life.